# Cecosesola
Cecosesola (pełna nazwa Central de las cooperativas de Lara, Cooperatives of Social Services of Lara State) – niehierarchiczne stowarzyszenie spółdzielni działające w Wenezueli.

## Historia
Zbiorcza organizacja spółdzielni usług socjalnych w stanie Lara założona pod koniec 1967. Pierwszym projektem CECOSESOLA był zakład pogrzebowy, który współcześnie jest największy w tym regionie. Instytut prowadzi własną produkcję trumien. Do sieci podłączonych jest około pięćdziesięciu organizacji o łącznej liczbie 20 000 członków (pracowników i użytkowników). 1200 spółdzielczych projektantów pracuje w CECOSESOLA jako ‘pełnoetatowi’. Swoje środki do życia uzyskują bezpośrednio z całości. Płacą tygodniową kwotę, która jest wymieniona w charakterze ‘zaliczki’ na poczet wynagrodzenia za pracę. Wysokość ta jest około dwukrotnie wyższa od ustalonej przez rząd płacy minimalnej. Ten postęp opiera się na wymaganiach ludzi, więc nie jest taki sam dla wszystkich. Osoby z dziećmi, na przykład, dostają więcej. W 2010 obroty firmy wyniosły 430 milionów boliwarów - około 100 milionów dolarów.
Projekty
Barquisimeto: Organizacja prowadzi trzy cotygodniowe targi, na których co tydzień 55 000 rodzin - około jedna czwarta mieszkańców miasta - dostarcza im owoce, warzywa i żywność. 450 ton owoców i warzyw sprzedawanych jest tygodniowo. Ceny te są średnio o 30 procent niższe niż ceny na rynkach prywatnych. Ponadto, istnieje sklep z artykułami gospodarstwa domowego i meblami, w którym członkowie mogą kupować produkty w ratach, bez konieczności płacenia wysokich odsetek.
W sześciu projektach 190 000 zabiegów zdrowotnych jest wykonywanych rocznie. W 2009 w CICS zainaugurowano nowo wybudowany ośrodek zdrowia. Oferowane są tu alternatywne metody leczenia, takie jak akupunktura i masaże, ale także zabiegi chirurgiczne oraz badania laboratoryjne i rentgenowskie. Ceny są o 60 procent niższe niż w przypadku prywatnych szpitali. Dla członków spółdzielni niektóre zabiegi są bezpłatne.
W skład spółdzielni wchodzą również gospodarstwa rolne: Dwanaście organizacji w stanach Lara i Trujillo z ponad 200 małymi gospodarstwami (2-3 ha) zaopatruje rynki zbytu. W niektórych przypadkach przedsiębiorstwa będą starały się zastąpić agrochemikalia biologiczną ochroną roślin. Małe spółdzielnie produkcyjne produkują żywność, która jest sprzedawana na rynkach - chleb, makaron pełnoziarnisty, zboża, sos pomidorowy, zioła, przyprawy, miód, miąższ owoców itp. Istnieje również związek kredytowy i inne źródła finansowania oraz Fundusz Solidarności.